# Герсо, Гюнтер
Гюнтер Герсо (исп. Gunther Gerzso); 17 июня 1915, Мехико, Мексика — 21 апреля 2000, там же) — мексиканский художник, дизайнер, а также режиссёр и сценарист в кино и театре.

## Биография
Гюнтер Герсо родился в Мехико во время Мексиканской революции. Его родителями были Оскар Герцо (венг. Gerzsó Oszkár, венгерский иммигрант, и Доре Вендланд, немка по рождению. После смерти отца, случившейся через несколько месяцев после рождения Гюнтера, его мать вышла замуж за немецкого ювелира. Экономический кризис во время революции заставил семью бежать в Европу в 1922 году. Семья вернулась в Мексику через два года, а его мать развелась. Не будучи в состоянии обеспечить детей, она отправила Гюнтера в Лугано (Швейцария), чтобы тот жил со своим дядей-доктором, Гансом Вендландом, который также был влиятельным человеком в мире искусства. Гюнтер, будучи ещё подростком, познакомился с Паулем Клее и жил среди коллекции картин своего дяди, которая включала в себя работы Пьера Боннара, Рембрандта, Поля Сезанна, Эжена Делакруа и Тициана. Во время своего пребывания в Лугано Герсо также встретил Нандо Тамберлани, известного сценографа, познакомившего его с миром театра.
В 1931 году из-за последствий Великой депрессии в Европе Ганс Вендланд отправил мальчика обратно к матери в Мехико. Вернувшись домой, Герсо начал создавать эскизы декораций и писать пьесы под влиянием Тамберлани. Два года спустя он начал работать в местной театральной труппе, которой руководил Фернандо Вагнер. В 1935 году ему предложили стипендию для обучения в Кливлендском театре, где он создал более 50 декораций в течение четырёх лет. В течение 1940-х и 50-х годов он делал различные декорации для мексиканских, французских и американских фильмов. Он был удостоен в общей сложности пяти премий Ариэль, мексиканского эквивалент Оскара, как лучший художник-постановщик, а также еще две почётные награды премии Ариэль в 1994 и 2000 годах. За свою карьеру он успел посотрудничать с такими режиссёрами, как Эмилио «Эль Индио» Фернандес в фильме 1950 года «Один день жизни», Луис Бунюэль в картинах «Сусана» (1951), «Женщина без любви» (1952) и «Река и смерть» (1955), Ив Аллегре в фильме «Гордецы» (1953) и Джон Хьюстон в картине «У подножия вулкана» (1984).
В конце 1930-х годов Герцо также начал рисовать в качестве своего хобби. Постоянное наблюдение за красивыми актрисами и интересными людьми, которых он встречал в шоу-бизнесе, давало ему вдохновение для создания полотен, которые демонстрировали смесь европейских и мексиканских влияний. Его друг, Бернард Пфри, убедил его принять участие в ежегодной художественной выставке в Художественном музее Кливленда, где были отобраны две его работы. Именно тогда Гюнтер Герсо начал считать себя художником, а не декоратором. В 1941 году Герсо и его жена переехали на постоянное жительство в Мехико, а в 1944 году он присоединился к группе художников-сюрреалистов, которые укрывались от Второй мировой войны в Мексике. Этими художниками были Бенжамен Пере, Леонора Каррингтон, Ремедиос Варо, Алиса Рахон и Вольфганг Паален. Его работы этого периода демонстрируют явное влияние сюрреализма, от которого он позже отказался, когда начал работать над своими знаменитыми абстракциями.
По словам Октавио Паса Гюнтер Герсо был одним из величайших латиноамериканских художников, поскольку именно он, наряду с Карлосом Меридой и Руфино Тамайо, выступал против идеологического движения, в которое выродился мурализм.
Гюнтер Герсо был удостоен стипендии Гуггенхайма в 1973 году, а спустя пять лет он был награждён Национальной премией изящных искусств. Гюнтер Герсо умер 21 апреля 2000 года в Мехико.

## Избранная фильмография
- Семья, как и многие другие (1949)
- Признания таксиста (1949)
- Волшебник (1949)
- Говорят, я коммунист (1951)
- Атомный пожарный (1952)
- Сеньор фотограф (1953)
- Река и смерть (1955)
- К четырём ветрам (1955)
- Король Мексики (1956)
- Авантюрист двух миров (1959)